# تپه تازه ناب وسطی ۱
تپه تازه ناب وسطی ۱ در شهرستان نهاوند، بخش مرکزی، دهستان شعبان، حد فاصل روستای تازه ناب وسطی و تازه ناب دره واقع شده و این اثر در تاریخ ۲۵ آبان ۱۳۸۷ با شمارهٔ ثبت ۲۳۷۲۶ به‌عنوان یکی از آثار ملی ایران به ثبت رسیده است.